# Celso Furtado (navio)
O Celso Furtado  é um navio tipo petroleiro de fabricação e bandeira brasileira. A embarcação recebe o nome de Celso Furtado como uma homenagem ao economista que dedicou-se ao estudo à busca pelo desenvolvimento nacional durante toda sua vida. O navio é destinado ao transporte de derivados claros de petróleo, tais como gasolina, querosene e diesel.

## História
O Celso Furtado é o segundo navio produzido pelo Programa de Modernização e Expansão da Frota (PROMEF) da Transpetro, empresa logística da Petrobras. É também o primeiro navio do programa produzido no Estado do Rio de Janeiro, no Estaleiro Mauá, na cidade de Niterói, sendo um importante marco na retomada da indústria naval brasileira e fluminense. Foi lançado ao mar no dia 24 de Junho de 2010 em cerimônia que contou com a presença de diversas autoridades, dentre elas, o então presidente Luiz Inácio Lula da Silva.